# Empoasca pallida
Empoasca pallida är en insektsart som beskrevs av David D. Gillette 1898. Empoasca pallida ingår i släktet Empoasca och familjen dvärgstritar. Inga underarter finns listade i Catalogue of Life.